# Líšnice (ort i Tjeckien, Pardubice)
Líšnice är en ort i Tjeckien.   Den ligger i regionen Pardubice, i den östra delen av landet, 150 km öster om huvudstaden Prag. Líšnice ligger 426 meter över havet och antalet invånare är 770.
Terrängen runt Líšnice är platt åt sydväst, men åt nordost är den kuperad. Runt Líšnice är det ganska tätbefolkat, med 72 invånare per kvadratkilometer. Närmaste större samhälle är Žamberk, 3,0 km väster om Líšnice. Omgivningarna runt Líšnice är en mosaik av jordbruksmark och naturlig växtlighet.